# Belleville-et-Châtillon-sur-Bar
Belleville-et-Châtillon-sur-Bar je francouzská obec v departementu Ardensko v regionu Grand Est. V roce 2014 zde žilo 275 obyvatel. Obec vznikla v roce 1974 sloučením obcí Belleville-sur-Bar a Châtillon-sur-Bar.

## Poloha obce
Sousední obce jsou: Authe, Bairon-et-ses-Environs, Boult-aux-Bois, Brieulles-sur-Bar, Germont, Noirval, Les Petites-Armoises, Quatre-Champs, Tannay a Toges.

## Vývoj počtu obyvatel
Počet obyvatel